# Potony
Potony (kroatiska: Potonja) är ett samhälle i provinsen Somogy i Ungern. Potony ligger i distriktet Barcs och har en area på 15,90 km². År 2020 hade Potony totalt 202 invånare.